# Lac du Pont à l'Age

Le Lac du Pont à l'Age est une retenue d'eau situé en Haute-Vienne sur l'Ardour. Il fut créé en 1972 par les communes de Laurière et de Folles. Il alimentait une centrale hydroélectrique qui a fermé.

## Présentation
Il est à cheval sur les communes de Laurière et de Folles. Il a une superficie de 49 hectares et une grande richesse faunistique ; son étendue est assez sinueuse.
Le lac est géré par la communauté de communes Élan. Il a permis l'essor du tourisme. Une plage est ouverte depuis 1975, mais la baignade y est interdite.Un camping Devrait à nouveau accueillir les touristes après rénovation.  Ce lac est très prisé pour son cadre calme et reposant, idéal pour ceux qui veulent se couper du monde l'espace d'un instant.
Un projet de réaménagement piloté par la communauté de communes Elan devrait rendre le site à nouveau pleinement opérationnel.